# Велика Глумча
Вели́ка Глумча́ — село в Україні, у Ємільчинській селищній територіальній громаді Звягельського району Житомирської області. Чисельність населення становить 345 осіб (2001). У 1924—2017 роках — адміністративний центр колишньої сільської ради.

## Загальна інформація
Розташоване за 25 км від Ємільчиного та 10 км від залізничної станції Жужель.

## Населення
Станом на 1885 рік в селі мешкало 280 осіб, налічувалося 30 дворових господарств.
На 1900 рік кількість населення становила 392 особи, дворів — 61, у 1906 році — 417 мешканців, дворів — 65, у 1923 році — 115 дворів та 638 мешканців.
Станом на 1972 рік кількість населення становила 500 осіб, дворів — 139.
Відповідно до результатів перепису населення СРСР, кількість населення, станом на 12 січня 1989 року, становила 323 особи. Станом на 5 грудня 2001 року, відповідно до перепису населення України, кількість мешканців села становила 345 осіб.

## Історія
На околиці села був курган бронзової доби, городище X—XII століть, знайдено римські монети II століття.
Належало до Звягельського замку князів Острозьких. Вперше згадується 1577 року — тоді власником був князь Костянтин Острозький. В інвентаризації першої чверті 17 століття числилося 49 тяглих, 3 путніх боярів та 9 слуг. З 1608 року був дозвіл воєводи на церкву, але церкви не було. У 1650 році Анна Алоїза Острозька вносила з Глумчі від 40 димів. Потім село перейшло до Ємільчинського маєтку.
В середині 19 століття — село Емільчинської волості Новоград-Волинського повіту. Селян — 151 особа, селянських земель — 939 десятин, власність Уварових, входила до Емільчинського ключа. Була смолярня на 6 котлів.
Станом на 1885 рік — колишнє власницьке село Емільчинської волості Новоград-Волинського повіту Волинської губернії, була церковна парафія.
Наприкінці 19 століття — село Емільчинської волості Новоград-Волинського повіту, на притоці річки Уборть, за 150 верст від Житомира, від Новограда-Волинського і найближчої поштової станції 65 верст, від найближчої залізничної станції Полонне — 130 верст. Станом на 1886 рік налічувалося 167 дворів, православних — 1 299 осіб, римокатоликів — 536 осіб. Дерев'яну, покриту бляхою церкву, з дерев'яною, критою гонтою, дзвіницею, збудовано 1738 року, невідомо ким. Земель при церкві понад 48 десятин, розкидана шматками, в низинах, неродюча. Села парафії: Глумецький хутір (1 верста), Мала Глумча (2 версти) і Кочичин (6 верст). Сусідня парафія — Підлуби (15 верст). Будувалася церковно-парафіяльна школа, був смоляно-скипидарний завод. Великий землевласник — Сергій Аполонович Уваров. У 1900 році діяла церковно-приходська школа та смолярня на 6 котлів.
У 1906 році — село Емільчинської волості (2-го стану) Новоград-Волинського повіту Волинської губернії. Відстань до повітового центру, м. Новоград-Волинський, становила 60 верст, до волосного центру, містечка Емільчин — 22 версти. Найближче поштово-телеграфне відділення розташовувалося в Емільчині.
У 1923 році включене до складу новоствореної Малоглумчанської сільської ради, яка, 7 березня 1923 року, включена до складу новоутвореного Емільчинського (згодом — Ємільчинський) району Коростенської округи. Розміщувалося за 22 версти від районного центру, міст. Емільчин, та 2 версти — від центру сільської ради, с. Мала Глумча. 23 лютого 1924 року, відповідно до рішення Волинської ГАТК (протокол № 7/2 «Про зміни меж округів, районів та сільрад»), до села перенесено адміністративний центр Малоглумчанської сільської ради з перейменуванням її на Великоглумчанську.
У період загострення сталінських репресій проти українського народу в 30-і роки минулого століття органами НКВС заарештовано і позбавлено волі на різні терміни 25 осіб, з яких 16 розстріляно.
На фронтах Німецько-радянської війни воювали 95 осіб, з них 40 загинули, 64 нагороджені орденами та медалями.
В радянські часи в селі розміщувалася центральна садиба колгоспу, який обробляв 1,5 тис. га земель, з них 900 га ріллі. Вирощували зернові культури, льон, картоплю, мали розвинуте м'ясо-молочне тваринництво. В селі були восьмирічна школа, клуб, бібліотека, медпункт, магазин.
23 липня 1991 року, відповідно до постанови Кабінету Міністрів Української РСР № 106 «Про організацію виконання постанов Верховної Ради Української РСР…», село віднесене до зони гарантованого добровільного відселення (третя зона) внаслідок аварії на Чорнобильській АЕС.
29 березня 2017 року увійшло до складу новоствореної Ємільчинської селищної територіальної громади Ємільчинського району Житомирської області. Від 19 липня 2020 року, разом з громадою, в складі новоствореного Новоград-Волинського (згодом — Звягельський) району Житомирської області.

## Постаті
- Дейнеко Артем Анатолійович (1997—2022) — солдат Збройних сил України, учасник російсько-української війни.